# Commissario europeo della Polonia
Il commissario europeo della Polonia è un membro della Commissione europea proposto al Presidente della Commissione dal Governo della Polonia.
La Polonia ha diritto ad un commissario europeo dal 1º maggio 2004, anno della sua adesione all'Unione europea.

## Lista dei commissari europei della Polonia
| Commissario          | Competenza                                                          | Commissione      | Periodo        | Partito |
| -------------------- | ------------------------------------------------------------------- | ---------------- | -------------- | ------- |
| Piotr Serafin        | Bilancio, lotta antifrode e pubblica amministrazione                | von der Leyen II | 2024-in carica | PO      |
| Janusz Wojciechowski | Agricoltura                                                         | von der Leyen I  | 2019-2024      | PiS     |
| Elżbieta Bieńkowska  | Mercato interno, Industria, Imprenditoria e Piccole e medie imprese | Juncker          | 2014-2019      | PO      |
| Jacek Dominik        | Programmazione finanziaria e bilancio                               | Barroso II       | 2014           |         |
| Janusz Lewandowski   | Programmazione finanziaria e bilancio                               | Barroso II       | 2010-2014      | PO      |
| Paweł Samecki        | Politica regionale                                                  | Barroso I        | 2009-2010      | PO      |
| Danuta Hübner        | Politica regionale                                                  | Barroso I        | 2004-2009      | PO      |
| Danuta Hübner        | Commercio                                                           | Prodi            | 2004           | PO      |